# تندب العضلة القلبية

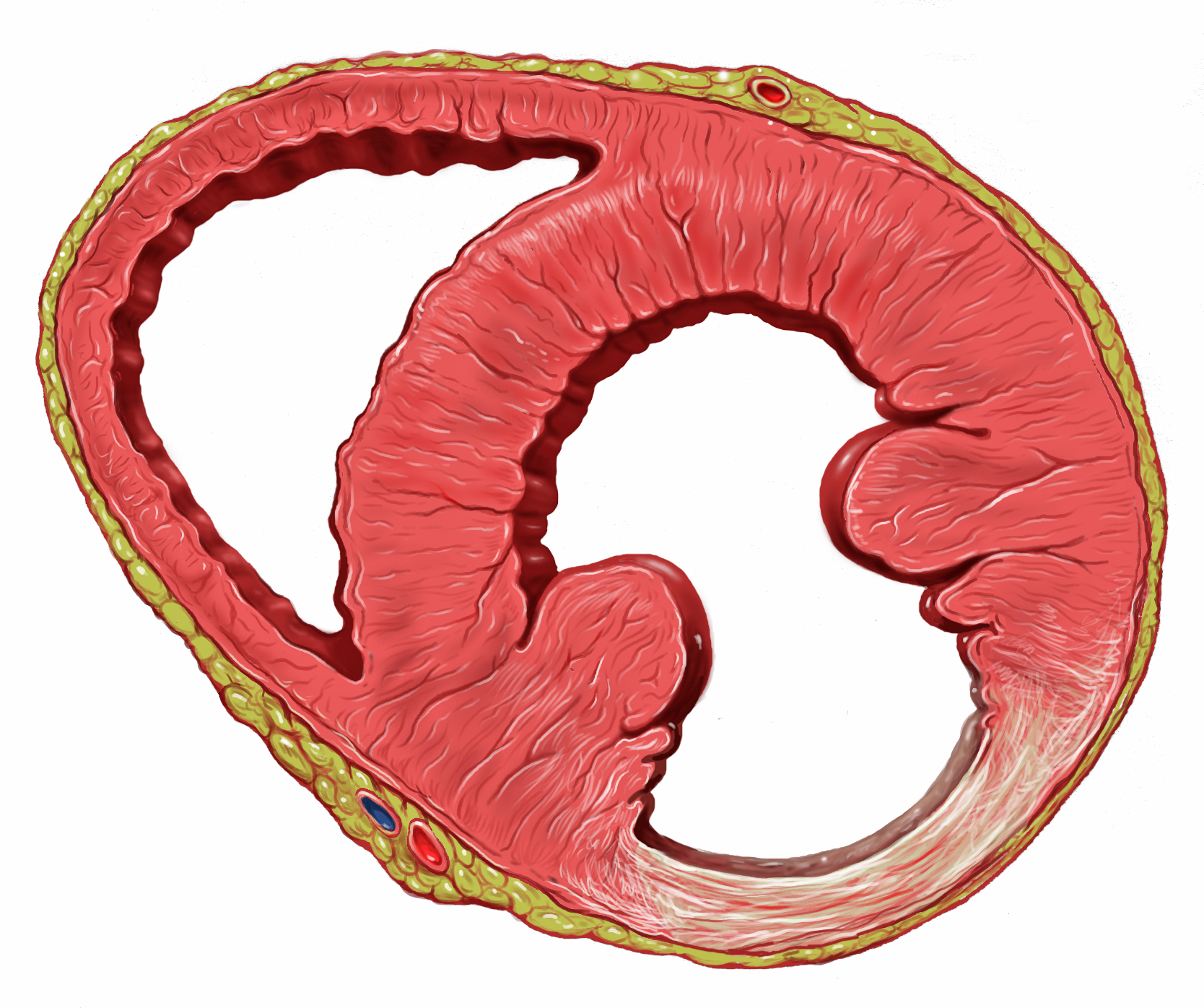
تندب في عضله القلب بسبب احتشاء سفلي

تندب العضلة القلبية، تراكم الأنسجة المتليفة الناتجة عن حدوث شكل من أشكال الصدمة على أنسجة القلب. التليف هو تكون أنسجة زائدة لتحل محل الأنسجة الميتة أو المتضررة بشكل كبير. غالبًا ما يصعب اكتشاف التليف في القلب بسبب تكون الأورام الليفية، وهي نسيج ندبي أو أورام صغيرة تتكون على شكل خط خلوي واحد. نظرًا لصغر حجمها، يصعب اكتشافها باستخدام طرق مثل التصوير بالرنين المغناطيسي.

## أسباب تندب العضلة القلبية

### احتشاء العضلة القلبية
غالبًا ما يؤدي احتشاء العضلة القلبية، المعروف أيضًا باسم النوبة القلبية، إلى تكون التليف.  احتشاء العضلة القلبية هو حدث إقفاري، وهو يُعرف على أنه تقييد تدفق الدم إلى أنسجة الجسم. وبدون تدفق الدم إلى عضلة القلب ستحرم من الأكسجين ما يتسبب في موت الأنسجة وتلف لا يمكن إصلاحه. الضرر الناجم عن احتشاء عضلة القلب يُستبدل لاحقًا بالتليف غير الفعال.

### أمراض القلب التاجية
يعد مرض القلب التاجي، المعروف أيضًا باسم مرض الشريان التاجي، أحد الأسباب الأكثر شيوعًا لتلف عضلة القلب، فهو يؤثر على أكثر من ثلاثة ملايين شخص في الولايات المتحدة. يحصل في أمراض القلب التاجية تضيق في الشرايين التاجية بسبب تراكم الرواسب الدهنية على جدران الأوعية الدموية، والذي يتسبب في تقييد تدفق الدم في الشرايين، في هذه الحالة تتلقى الأنسجة بعض الأكسجين، ولكن ليس بما يكفي للحفاظ عليها بمرور الوقت. يعد تراكم الأنسجة الليفية بطيئًا مقارنة بالاحتشاء لأن الأنسجة لا تزال تتلقى بعض الأكسجين.

### إصلاح العيوب الخلقية
شكل آخر من أشكال تندب العضلة القلبية ينتج عن العمليات الجراحية، والتي غالبًا ما تكون ضرورية للأشخاص المولودين مع عيوب خلقية في القلب.

## كيفية تشكل ندبات العضلة القلبية
تصبح الأنسجة التالفة ملتهبة مباشرة بعد حدوث تلف في عضلة القلب. الالتهاب هو تراكم العدلات والخلايا الليمفاوية في موقع الصدمة. بالإضافة إلى ذلك، تنظم الخلايا الالتهابية إطلاق عدد لا يحصى من السيتوكينات وعوامل النمو والهرمونات بما في ذلك عامل النمو المحول والإنترلوكينات 1 و2 و6 و10، وعامل نخر الورم ألفا، والإنترفيرون غاما، والكيموكينات، أنجيوتنسين 2، نورإبينفرين، الببتيدات الناتريوتريك، وعوامل النمو المشتقة من الصفائح الدموية. يساعد البروتين المعدني على تدمير وإعادة امتصاص الأنسجة الميتة. بعد عدة أيام يبدأ تراكم الكولاجين في مكان الإصابة. كجزء من المصفوفة الخلوية الإضافية، تُعلِّق الأنسجة الحبيبية المكونة من الفيبرين والفيبرونيكتين واللامينين والغليكوزامينوغليكان في قاعدة الكولاجين. تعمل المصفوفة خارج الخلوية على تكوين الكولاجين الليفي، الذي سيصبح المكون الرئيسي للنسيج الندبي.